# Eric Laakso
Pour les articles homonymes, voir Laakso.
(en) Statistiques sur pro-football-reference
Eric Laakso, né le 29 novembre 1956 à New York dans l'État de New York et mort le 25 décembre 2010 à Pompano Beach en Floride, est un joueur professionnel américain de football américain. 
Il joue au poste d'offensive tackle et d'offensive guard pour la franchise des Dolphins de Miami dans la National Football League (NFL) entre 1978 et 1984.

## Biographie
Laakso joue son football américain universitaire avec la Green Wave de Tulane. Repêché par les Dolphins de Miami, il débute comme backup pour le guard Larry Little, mais fini par avoir sa place sur l'équipe partante en se déplacant au poste de tackle dans une offensive line qui comprend aussi Bob Kuechenberg et Jim Langer. Il est considéré comme l'un des grands linemen des Dolphins durant les Super Bowl XVII et XIX, où l'équipe est défaite en finale, avec Dwight Stephenson, Ed Newman et Jon Giesler. Il prend sa retraite en 1985.
Victime de problèmes cardiaques, il décède dans son domicile de Pompano Beach le jour de Noël à l'âge de 54 ans.